# San Juan Colorado
San Juan Colorado è un comune del Messico, situato nello stato di Oaxaca.